# Поздние свидания
«Поздние свидания» — советская мелодрама. Вышла на экраны в 1980 году.

## Сюжет
Вера, приехав из деревни в Ленинград, получила высшее образование, защитила диссертацию. Сама построила и обустроила кооперативную квартиру. Не удалось ей только одно — семейное счастье. Но вот Вера встретила Николая Еремеевича, встретились и полюбили друг друга два немолодых человека. Он ради неё пожертвовал семьей, она — привычной свободой. Совместная жизнь оказалась непроста — вместе Вера и Николай Еремеевич ужиться не смогли.

## В ролях
- Лариса Малеванная — Вера Ивановна
- Юрий Платонов — Николай Еремеевич
- Екатерина Васильева — Варвара Семёновна
- Сергей Никоненко — Кукушкин
- Алина Ольховая — Анна Ивановна, жена Николая Еремеевича
- Александр Чабан — Миша, сын Николая Еремеевича
- Галина Щепетнова — Лена
- Олег Пальмов — Макаров

## В эпизодах
- Виктор Гоголев — председатель диссертационного совета
- Пётр Горин — Семён Петрович (роль озвучил И. Ефимов)
- Владимир Карпенко
- Валерий Ольшанский
- Тамара Серова — цыганка
- Л. Сиротюк
- Зоя Соколова — мать Лены
- Борис Улитин — мужчина на похоронах
- Пётр Шелохонов — отец Лены

## Съёмочная группа
- Авторы сценария: Евгений Габрилович, Алексей Габрилович
- Режиссёр: Владимир Григорьев
- Оператор: Валерий Миронов
- Художник: Алексей Федотов
- Композитор: Вадим Биберган

## Интересное
Эпизод с цыганкой снимался в городе Юрьевец Ивановской области, на фоне речного порта.

## Рецензии
- Велембовская И. — Нервные клетки не восстанавливаются (Худож. фильмы «Поздние свидания», «Дамы приглашают кавалеров») // Советская культура, 31 июля 1981. — с. 4
- Агишева Н. Не только про любовь (О худож. фильмах «Поздние свидания», «Дамы приглашают кавалеров») // Правда. — 1981. — 26 сентября — С. 3.